# Echte Radnetzspinnen
Die Echten Radnetzspinnen (Araneidae) sind eine Spinnenfamilie innerhalb der Echten Webspinnen (Araneomorphae) und bilden mit 167 Gattungen und 3084 Arten weltweit die drittgrößte Familie der Webspinnen (Araneae). (Stand: Oktober 2016)
Die in Mitteleuropa auffälligsten Vertreter sind die Arten aus der Gattung der Kreuzspinnen (Araneus), die zugleich die artenreichste Gattung ist. Die Familie ist namensgebend für die Überfamilie der Radnetzspinnen.

## Merkmale

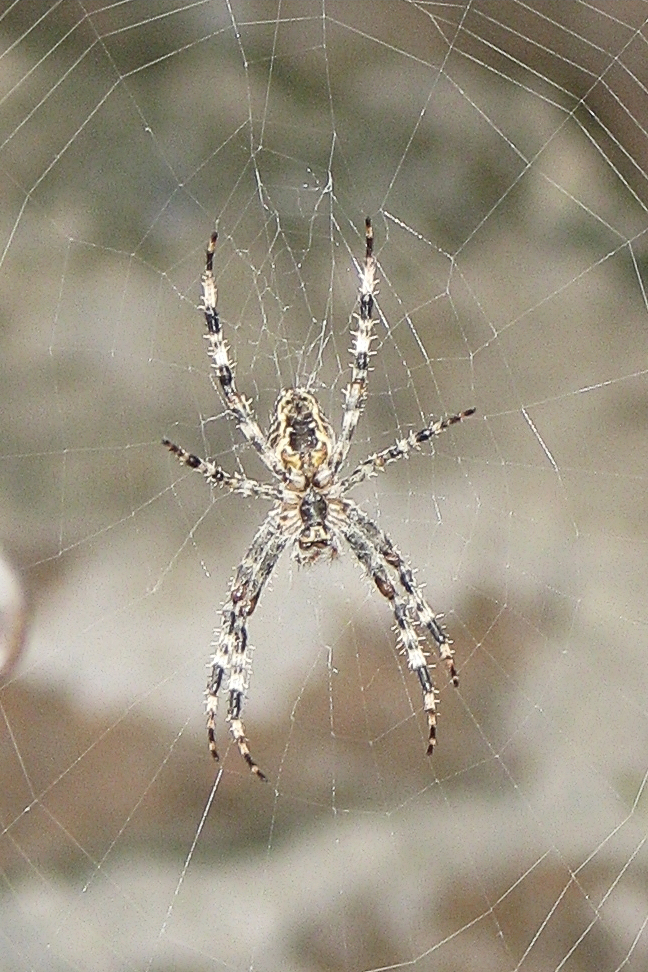
Bauchseite einer Radnetzspinne

Echte Radnetzspinnen verfügen über drei beborstete Klauen (Trionchya = „Drei-Klauen-Spinnen“) an den Laufbeinspitzen (Tarsus). Auch wenn die Familie nach diesen an Wagenräder erinnernde Netzen benannt ist, bauen nicht alle Arten Radnetze. Bolaspinnen (Gattungen Mastophora in Amerika und Dicrostichus in Australien) weben kleine klebrige Kugeln, die pheromonähnliche Substanzen enthalten. Männchen einiger weniger Arten von Motten werden dadurch angezogen. Die gut getarnten Tiere lassen diesen Ball an einem Faden an den Vorderbeinen hinunter. Die Motten bleiben an dem Ball kleben und werden von der Spinne eingewickelt.
Andere Arten bauen Netze, die nicht gleichförmig sind. Die Sektorspinnen (Zygiella) lassen meist einen Sektor in ihrem Netz frei. Argiope-Arten, zu denen auch die Wespenspinne gehört, weben ein deutliches zickzackförmiges Muster in ihr Netz. Dies wurde früher für ein „Stabiliment“ gehalten, doch gibt es heute verschiedene Spekulationen zu deren Zweckbestimmung (Anlockung von Beuteinsekten, Tarnung, Warnung für Vögel).

## Verhaltensweise
Einige Gattungen der Familie leben semi-sozial und bilden Kolonien aus tausenden Individuen, deren Netze ineinander übergehen, wie zum Beispiel die in Mitteleuropa heimische Brückenkreuzspinne (Larinioides sclopetarius). Die Spinnen der mexikanischen Metepeira weben gar gemeinsam große Netze.

## Systematik
Der World Spider Catalog listet für die Eigentlichen Radnetzspinnen 167 Gattungen und 3084 Arten. (Stand: Oktober 2016)
- Acacesia  Simon, 1895
- Acantharachne Tullgren, 1910
- Acanthepeira Marx, 1883
- Acroaspis Karsch, 1878
- Acrosomoides Simon, 1887
- Actinacantha Simon, 1864
- Actinosoma Holmberg, 1883
- Aculepeira Chamberlin & Ivie, 1942
- Acusilas Simon, 1895
- Aethriscus Pocock, 1902
- Aethrodiscus Strand, 1913
- Aetrocantha Karsch, 1879
- Afracantha Dahl, 1914
- Agalenatea Archer, 1951
- Alenatea Song & Zhu, 1999
- Allocyclosa Levi, 1999
- Alpaida O. Pickard-Cambridge, 1889
- Amazonepeira Levi, 1989
- Anepsion Strand, 1929
- Arachnura Vinson, 1863
- Araneus Clerck, 1757
- Araniella Chamberlin & Ivie, 1942
- Aranoethra Butler, 1873
- Argiope Audouin, 1826
- Arkys Walckenaer, 1837
- Artonis Simon, 1895
- Aspidolasius Simon, 1887
- Augusta O. Pickard-Cambridge, 1877
- Austracantha Dahl, 1914
- Backobourkia Framenau, Dupérré, Blackledge & Vink, 2010
- Bertrana Keyserling, 1884
- Caerostris Thorell, 1868
- Carepalxis L. Koch, 1872
- Celaenia Thorell, 1868
- Cercidia Thorell, 1869
- Chorizopes O. Pickard-Cambridge, 1870
- Cladomelea Simon, 1895
- Cnodalia Thorell, 1890
- Coelossia Simon, 1895
- Colaranea Court & Forster, 1988
- Collina Urquhart, 1891
- Colphepeira Archer, 1941
- Cryptaranea Court & Forster, 1988
- Cyclosa Menge, 1866
- Cyphalonotus Simon, 1895
- Cyrtarachne Thorell, 1868
- Cyrtobill Framenau & Scharff, 2009
- Cyrtophora Simon, 1864
- Deione Thorell, 1898
- Deliochus Simon, 1894
- Demadiana Strand, 1929
- Dolophones Walckenaer, 1837
- Dubiepeira Levi, 1991
- Edricus O. Pickard-Cambridge, 1890
- Enacrosoma Mello-Leitão, 1932
- Encyosaccus Simon, 1895
- Epeiroides Keyserling, 1885
- Eriophora Simon, 1864
- Eriovixia Archer, 1951
- Eustacesia Caporiacco, 1954
- Eustala Simon, 1895
- Exechocentrus Simon, 1889
- Faradja Grasshoff, 1970
- Friula O. Pickard-Cambridge, 1896
- Galaporella Levi, 2009
- Gasteracantha Sundevall, 1833
- Gastroxya Benoit, 1962
- Gea C. L. Koch, 1843
- Gibbaranea Archer, 1951
- Glyptogona Simon, 1884
- Heterognatha Nicolet, 1849
- Heurodes Keyserling, 1886
- Hingstepeira Levi, 1995
- Hypognatha Guérin, 1839
- Hypsacantha Dahl, 1914
- Hypsosinga Ausserer, 1871
- Ideocaira Simon, 1903
- Isoxya Simon, 1885
- Kaira O. Pickard-Cambridge, 1889
- Kapogea Levi, 1997
- Kilima Grasshoff, 1970
- Larinia Simon, 1874
- Lariniaria Grasshoff, 1970
- Larinioides Caporiacco, 1934
- Leviellus Wunderlich, 2004
- Lewisepeira Levi, 1993
- Lipocrea Thorell, 1878
- Macracantha Simon, 1864
- Madacantha Emerit, 1970
- Mahembea Grasshoff, 1970
- Mangora O. Pickard-Cambridge, 1889
- Manogea Levi, 1997
- Mastophora Holmberg, 1876
- Mecynogea Simon, 1903
- Megaraneus Lawrence, 1968
- Melychiopharis Simon, 1895
- Metazygia F. O. Pickard-Cambridge, 1904
- Metepeira F. O. Pickard-Cambridge, 1903
- Micrathena Sundevall, 1833
- Micrepeira Schenkel, 1953
- Micropoltys Kulczyński, 1911
- Milonia Thorell, 1890
- Molinaranea Mello-Leitão, 1940
- Nemoscolus Simon, 1895
- Nemosinga Caporiacco, 1947
- Nemospiza Simon, 1903
- Neogea Levi, 1983
- Neoscona Simon, 1864
- Nicolepeira Levi, 2001
- Novakiella Court & Forster, 1993
- Novaranea Court & Forster, 1988
- Nuctenea Simon, 1864
- Ocrepeira Marx, 1883
- Ordgarius Keyserling, 1886
- Paralarinia Grasshoff, 1970
- Paraplectana Brito Capello, 1867
- Paraplectanoides Keyserling, 1886
- Pararaneus Caporiacco, 1940
- Parawixia F. O. Pickard-Cambridge, 1904
- Parmatergus Emerit, 1994
- Pasilobus Simon, 1895
- Perilla Thorell, 1895
- Pherenice Thorell, 1899
- Phonognatha Simon, 1894
- Pitharatus Simon, 1895
- Plebs Joseph & Framenau, 2012
- Poecilarcys Simon, 1895
- Poecilopachys Simon, 1895
- Poltys C. L. Koch, 1843
- Porcataraneus Mi & Peng, 2011
- Pozonia Schenkel, 1953
- Prasonica Simon, 1895
- Prasonicella Grasshoff, 1971
- Pronoides Schenkel, 1936
- Pronous Keyserling, 1881
- Pseudartonis Simon, 1903
- Pseudopsyllo Strand, 1916
- Psyllo Thorell, 1899
- Pycnacantha Blackwall, 1865
- Rubrepeira Levi, 1992
- Scoloderus Simon, 1887
- Sedasta Simon, 1894
- Singa C. L. Koch, 1836
- Singafrotypa Benoit, 1962
- Siwa Grasshoff, 1970
- Spilasma Simon, 1897
- Spinepeira Levi, 1995
- Spintharidius Simon, 1893
- Taczanowskia Keyserling, 1879
- Talthybia Thorell, 1898
- Tatepeira Levi, 1995
- Telaprocera Harmer & Framenau, 2008
- Testudinaria Taczanowski, 1879
- Thelacantha Hasselt, 1882
- Thorellina Berg, 1899
- Togacantha Dahl, 1914
- Umbonata Grasshoff, 1971
- Ursa Simon, 1895
- Verrucosa McCook, 1888
- Wagneriana F. O. Pickard-Cambridge, 1904
- Witica O. Pickard-Cambridge, 1895
- Wixia O. Pickard-Cambridge, 1882
- Xylethrus Simon, 1895
- Yaginumia Archer, 1960
- Zealaranea Court & Forster, 1988
- Zilla C. L. Koch, 1834
- Zygiella F. O. Pickard-Cambridge, 1902

### Arten (Auswahl)

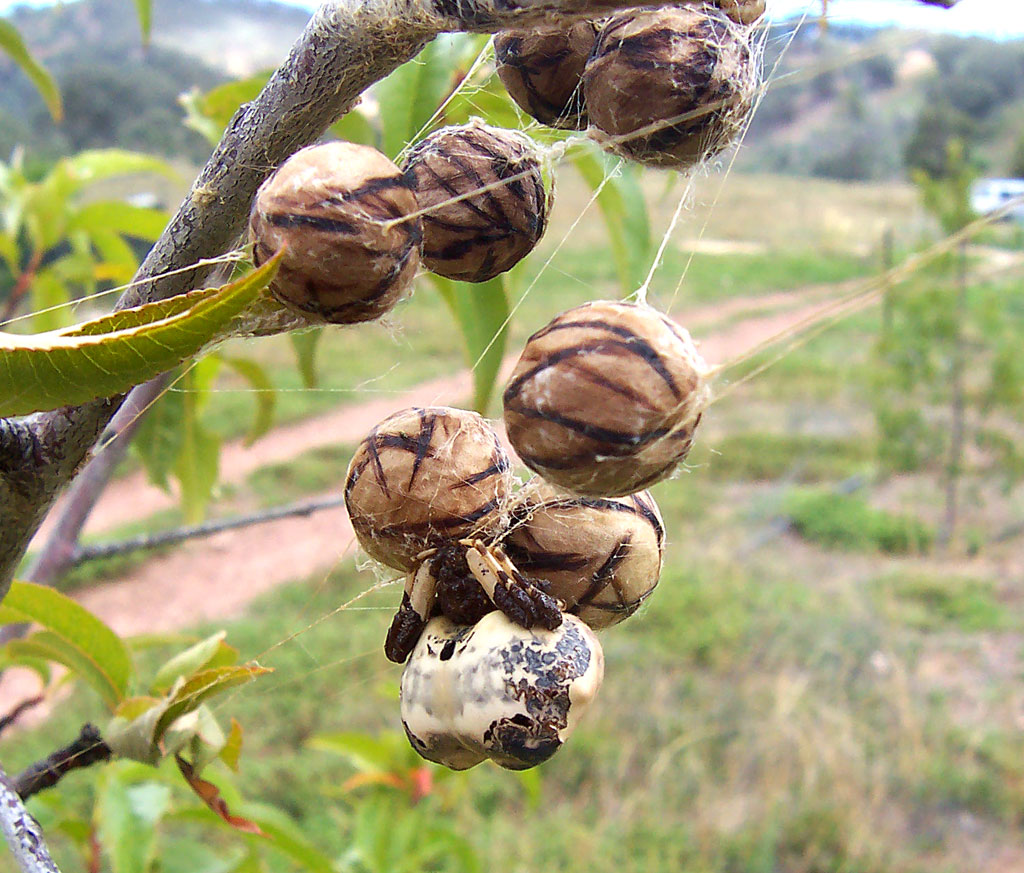
Celaenia excavata

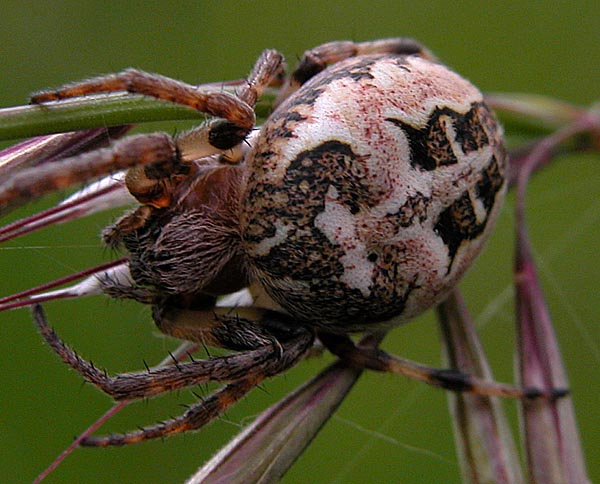
Schilfradspinne (Larinioides cornutus)

Nachfolgend werden hier einige Arten der Radnetzspinnen aufgelistet. Weitere Arten finden sich in den obigen Gattungsartikeln.
- Eichblatt-Radspinne (Aculepeira ceropegia (Walckenaer, 1802))
- Caerostris darwini Kuntner & Agnarsson, 2010
- Erdkreuzspinne (Cercidia prominens (Westring, 1851))
- Opuntienspinne (Cyrtophora citricola (Forsskål, 1775))
- Gasteracantha cancriformis (Linnaeus, 1757)
- Uferglanzspinne (Hypsosinga heri (Hahn, 1831))
- Schilfradspinne (Larinioides cornutus (Clerck, 1757))
- Streifenkreuzspinne (Mangora acalypha (Walckenaer, 1802))
- Heideradspinne (Neoscona adianta (Walckenaer, 1802))
- Spaltenkreuzspinne (Nuctenea umbratica (Clerck, 1757))
- Zilla diodia (Walckenaer, 1802)
- Sektorspinne (Zygiella x-notata (Clerck, 1757))
- Wespenspinne (Argiope bruennichi (Scopoli, 1772))